# Lomflyna
Lomflyna är en sjö i Nora kommun i Västmanland och ingår i Göta älvs huvudavrinningsområde.